# Listă de ecologi
Aceasta este o listă de ecologi notabili. Ea nu include zoologi, botaniști și biologi de alte specialități.

## A-D
- Aziz Ab'Saber (Brazilia)
- Charles Christopher Adams (SUA)
- Warder Clyde Allee (SUA)[1]

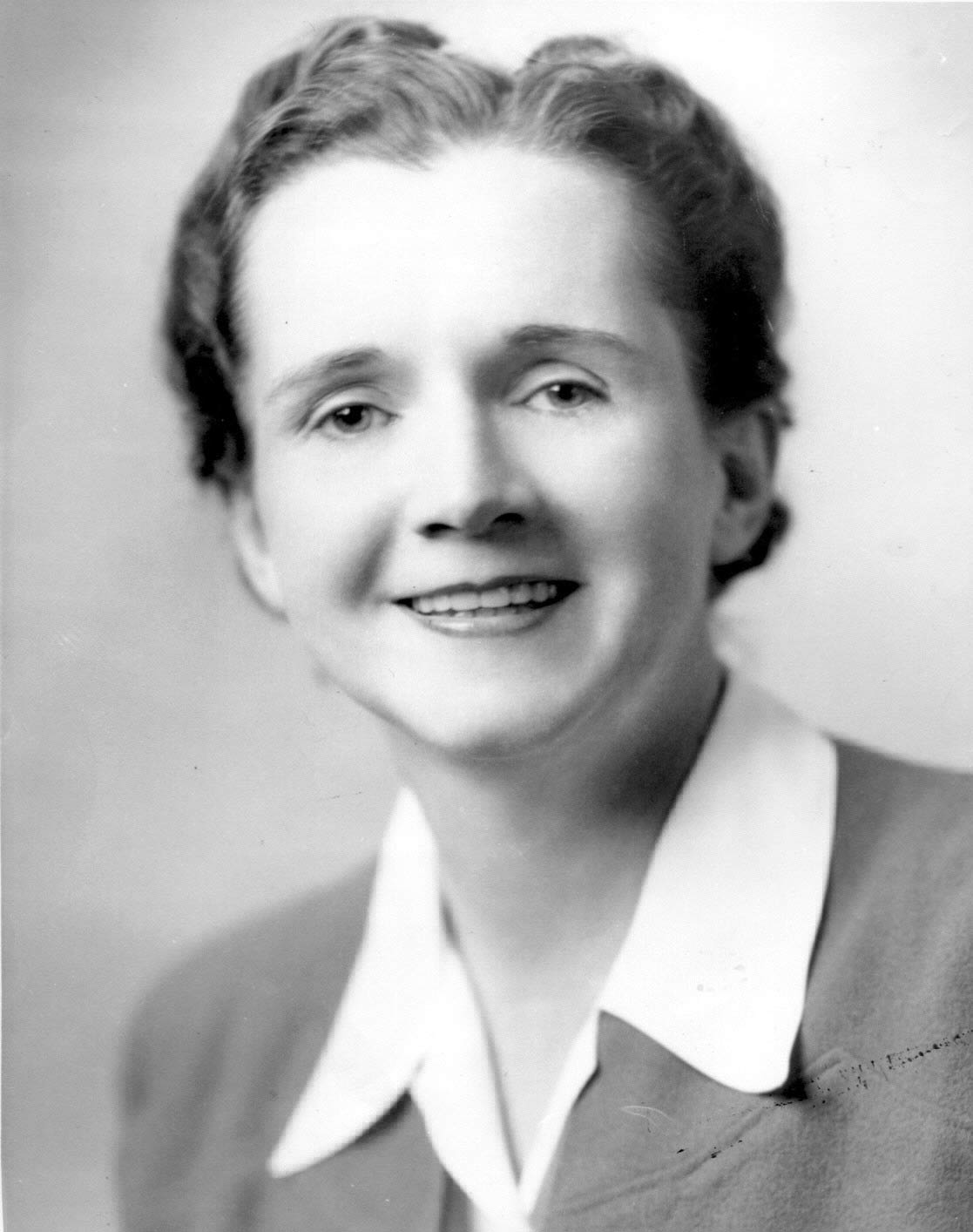
Rachel Carson

- Herbert G. Andrewartha (Australia)
- John Beard (Regatul Unit)
- William Dwight Billings (SUA)
- Louis Charles Birch (Australia)
- Emma Lucy Braun (SUA)
- James Brown (SUA)
- George Bornemissza (Australia)
- Murray Fife Buell (SUA)
- Arthur Cain (SUA)
- Archie Fairly Carr (SUA)
- Rachel Carson (SUA)
- F. Stuart Chapin III (SUA)
- Frederic Clements (SUA)
- Henry Shoemaker Conard (SUA)
- Joseph H. Connell (SUA)
- William Skinner Cooper (SUA)
- Charles F. Cooper (ecolog) (SUA)
- Henry Chandler Cowles (SUA)
- John T. Curtis (SUA)
- Pierre Dansereau (Canada)
- Frank Fraser Darling (Regatul Unit)
- Margaret Bryan Davis (SUA)
- Edward Smith Deevey, Jr. (SUA)
- Rene Dubos (SUA)

## E-H
- Frank Edwin Egler (SUA)
- Paul R. Ehrlich (SUA)
- Heinz Ellenberg (Germania)
- Charles S. Elton (Regatul Unit)
- Stephen Alfred Forbes (SUA)
- Douglas Futuyma (SUA)
- Henry Gleason (SUA)
- Robert Fiske Griggs (SUA)
- J. Philip Grime (Regatul Unit)
- Peter J. Grubb (Regatul Unit)
- Nelson Hairston (SUA)
- Henry Paul Hansen (SUA)
- Ilkka Hanski (Finlanda)
- Garrett Hardin (SUA)
- John L. Harper (Regatul Unit)
- John William Harshberger (SUA)
- Jeff Harvey (SUA)
- Alan Hastings (SUA)
- C.S. Holling (Canada)
- Stephen Hubbell (SUA)
- G. Evelyn Hutchinson (UK/US)

## I-L
- Rolf Anker Ims (Norvegia)
- Johs. Iversen (Danemarca)
- Frances Crews James (SUA)
- Daniel Janzen (SUA)
- E. A. Johnson (Canada)
- Paul Keddy (Canada)[2]
- Hanna Kokko (Finlanda)
- David Lack (Regatul Unit)
- Hugh Lamprey (Regatul Unit)
- Louis Legendre (Franța)
- Aldo Leopold (SUA)
- Estella Leopold (SUA)

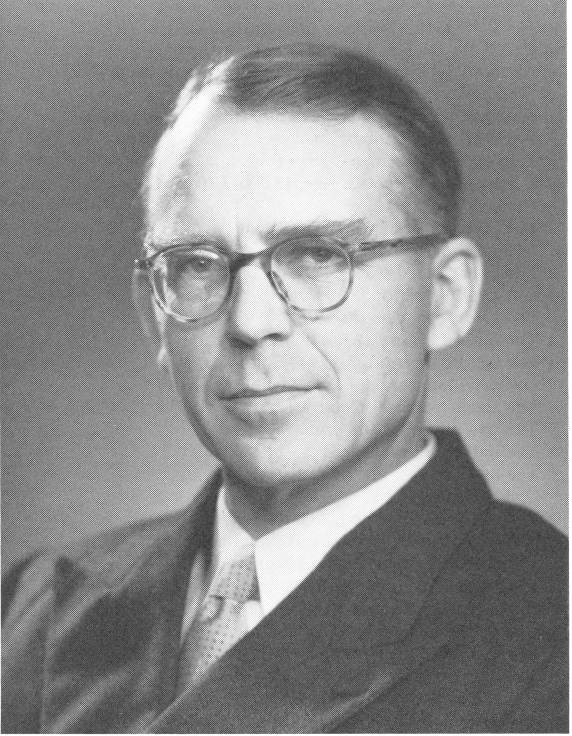
Johs. Iversen

- Ana Colovic Lesoska (Macedonia de Nord)
- Simon A. Levin (SUA)
- Richard Levins (SUA)
- Gene Likens (SUA)
- Raymond Lindeman (SUA)
- Alton A. Lindsey (SUA)
- Daniel A. Livingstone (SUA)
- Thomas Lovejoy (SUA)
- Jane Lubchenco (SUA)

## M-P
- Robert MacArthur (SUA)
- Georgina Mace (Regatul Unit)
- Robert May (Australia/UK)
- Ramon Margalef (Spain)
- James B. McGraw (SUA)
- Samuel Joseph McNaughton (SUA)
- Peter Menkhorst (Australia)
- John P. Milton (SUA)
- Karl Möbius (Germania)
- Harold A. Mooney (SUA)
- Ann Haven Morgan (SUA)
- Cornelius Muller (SUA)
- William W. Murdoch (SUA)
- Robert J. Naiman (SUA)
- Howard Nelson (Trinidad și Tobago)
- Henry de Puyjalon (Canada)
- Eugene Odum (SUA)
- Howard Odum (SUA)
- Henry J. Oosting (SUA)
- Gordon Howell Orians (SUA)
- Ruth Patrick (SUA)
- Stephanie Peay (Regatul Unit)
- Carlos A. Peres (Brazilia)
- Evelyn Christine Pielou (Canada)
- Frank Alois Pitelka (SUA)

## Q-T
- Elsie Quarterman (SUA)

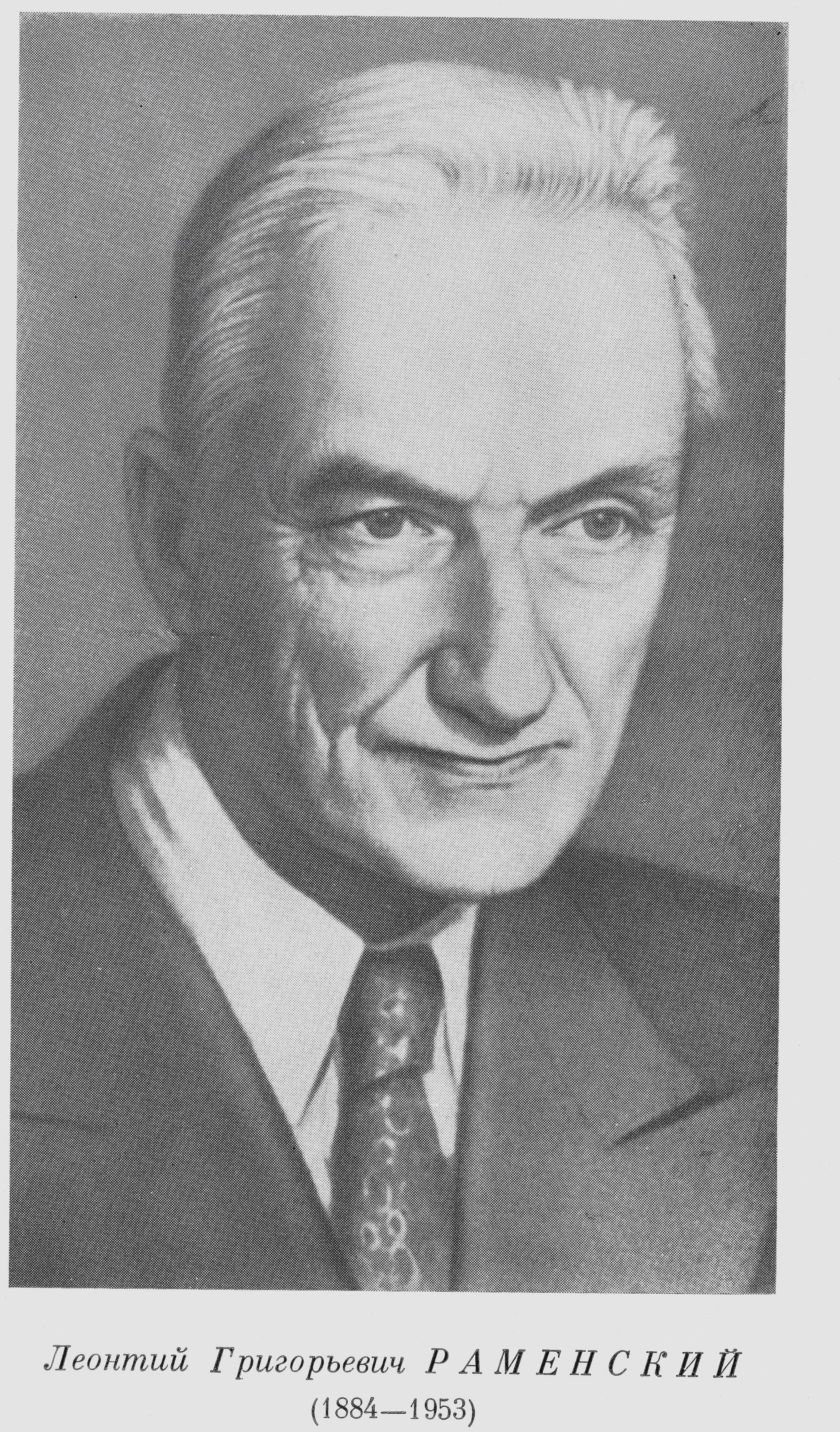
Leonty Ramensky

- T.A. Rabotnov (Rusia/Uniunea Sovietică)
- Leonty Ramensky (Rusia/Uniunea Sovietică)
- Derek Ratcliffe (Regatul Unit)
- Christen Raunkiær (Danemarca)
- Alfred Clarence Redfield (SUA)
- Edward Ricketts (SUA)
- Michael Rosenzweig (SUA)
- Joan Roughgarden (SUA)
- John Terborgh (SUA)
- Edward James Salisbury (Regatul Unit)
- David Schindler (Canada)
- William H. Schlesinger (SUA)
- Karl Patterson Schmidt(SUA)
- Paul Sears (SUA)
- Homer Leroy Shantz (SUA)
- Victor Ernest Shelford (SUA)
- Daniel Simberloff (SUA)
- Lawrence B. Slobodkin (SUA)
- Elissa Sursara (AUS)
- Arthur Tansley (Regatul Unit)
- G. David Tilman (SUA)
- Donald Ward Tinkle (SUA)
- Michael Charles Tobias  (SUA)
- C. Richard Tracy (SUA)
- Göte Turesson (Suedia)
- Monica Turner (SUA)

## U-Z
- Robert Ulanowicz (SUA)
- Peter Vitousek (SUA)
- Eugenius Warming (Danemarca)
- Alexander Watt (Regatul Unit)
- John Ernest Weaver (SUA)
- Franklin White (Canada)
- Robert Whittaker (SUA)
- George C. Williams (SUA) [3]
- Edward Osborne Wilson (SUA)
- Sergei Winogradsky (Rusia)
- Christian Wissel (Germania)
- Albert Hazen Wright (SUA)
- Raman Sukumar (India)
- M.Sarath Kumar (India)